# Isosaari (ö i Karstula, Vahvanen)
Isosaari är en ö i Finland. Den ligger i sjön Vahvanen och i kommunen Karstula i den ekonomiska regionen  Saarijärvi-Viitasaari och landskapet Mellersta Finland, i den centrala delen av landet, 290 km norr om huvudstaden Helsingfors. Öns area är 19,5 hektar och dess största längd är 1 kilometer i sydöst-nordvästlig riktning.